# Madame Pastoret
El Retrato de Madame Pastoret es una obra de 1791 de Jacques-Louis David. Muestra a Adélaide Pastoret, de soltera Piscatory de Vaufreland (1765-1843). El pintor era amigo de la familia Pastoret pero rompió con ellos en 1792 después de volverse más políticamente radical. Junto con sus retratos de Philippe-Laurent de Joubert y Madame Trudaine, fue una de las tres pinturas que dejó incompletas debido al avance de la Revolución francesa - los tres retratados fueron arrestados o emigraron. La cabeza de un bebé asoma en la cuna - es su hijo Amédée de Pastoret, futuro consejero de estado, pintado por Ingres en 1826.
A pesar de pertenecer a la clase alta Madame Pastoret aparece aquí sin ninguna gala ni joya, como corresponde al periodo, cuando cualquier exhibición de riqueza habría sido vista con sospecha. Es en cambio descrita como ama de casa y madre, enfatizando sus virtudes domésticas. Que el cuadro está inacabado lo muestra el fondo formado por pinceladas cortas, y la falta de la aguja de coser en la mano de Madame Pastoret.
La pintura permaneció en el estudio de David hasta su muerte, cuando fue vendida por 400 francos a la retratada y quedó en su familia hasta la muerte en 1890 sin descendencia de su nieta la marquesa de Rougé du Plessis-Bellière, de soltera Marie de Pastoret. Fue catalogada como expuesta al público en su colección en su château en Moreuil en 1884. Un visitante la describió en 1890. Sus colecciones fueron subastadas en mayo de 1897, con el retrato vendido por 17900 francos como lote 21 a M. Cheramy. Se encuentra en el Instituto de Arte de Chicago desde 1967.